# Scherwenzel
Scherwenzel oder Scharwenzel ist ein deutsches Glücksspiel aus dem 16. Jahrhundert, das mit Karten gespielt und nach den Untern oder Buben, die besondere Privilegien hatten, benannt wurde. Es scheint eine Weiterentwicklung des Spiels Grobhäusern oder Färbeln gewesen zu sein, das in Deutschland, Polen, Schlesien und Böhmen gespielt wurden, insbesondere aber in Bayern, wo die Unter unterschiedlich als Scharwenzel, Scherwenzel, Scherer oder Wenzel bekannt waren. Die Unter, und in gewissem Maße auch die Neuner, fungierten als Joker. Laut Adelung war Grobhäusern, auf dem es basiert wurde, „viel einfacher als Scherwenzeln“.
Dieses Spiel sollte nicht mit dem norddeutschen Schafkopf-verwandten Partnerschaftsspiel Scharwenzel verwechselt werden, bei dem die Buben keine besondere Rolle spielen und vielmehr wie bei l'Hombre und Solo die obersten Trümpfe die schwarzen Damen und Trumpf Siebener sind.

## Herkunft des Namens
Das Wort Wenzel war eine Kurzform des männlichen Vornamens Wenzeslaus (engl. "Wenceslas" oder "Wenceslaus"). Aus nicht ganz klaren Gründen war ein Scherwenzel ursprünglich eine abwertende Bezeichnung für einen unterwürfigen Diener oder Lakaien.

## Geschichte
Ein Spiel namens „Scherlenzen“ wird bereits 1563 in einer Liste von Spielen erwähnt, die von „trunkenpolz“ und „spieler“ gespielt wurden, die „dem umb die Bible, der sie auch jr tag keine nie gelesen haben.“ Um 1600 wurde ein Gedicht mit dem Titel Teutsch- und Frantzösisch Scharwentzel Spiel veröffentlicht, das das Spiel als ein Bluffen und Betrügen beschreibt, bei dem Wenzels und Siebener wichtige Karten sind und ein Sequenz (Fluß) eine Schlüsselrolle spielt. Im 17. und 18. Jahrhundert gibt es weitere Hinweise auf das Spiel, beispielsweise wird in einem französisch-deutschen Wörterbuch von 1711 festgehalten, dass ein Tricon ein Drilling im Scherwenzel-Spiel ist.
Als Name einer Karte, wahrscheinlich eines Unters, wird Scherwenzel in einem Theaterstück von Christian Weise aus dem Jahr 1700 erwähnt, was darauf schließen lässt, dass es damals allgemein gebräuchlich war. Ein weiterer früher Eintrag, der auf das gleichnamige Spiel hinweisen könnte, findet sich in einem naturgeschichtlichen Buch von Johann Friedrich Henkel aus dem Jahr 1722, in dem er 3 Principiis mit den „zwey Scherwentzel (Schade drum, daß dieser nicht auch dreye sind,) zu allen Farben in der Charte machen kan“. Eine weitere Erwähnung der Scherwenzels als wilde Karten, die in jede Karte im Spiel umgewandelt werden können, findet sich in einem Buch über Medizin aus dem Jahr 1726.
Grobhäusern und Trischak werden 1780 von Adelung als „ähnlich“, aber dennoch  von Scherwenzel „verschieden“ beschrieben. Im späten 18. Jahrhundert wurde das "weit einfacher" Grobhäusern im ländlichen Obersachsen gespielt, während Scherwenzel in ländlichen Gebieten Deutschlands, Polen, Schlesien und Böhmen gespielt wurde.
Das Spiel Scherwenzel war im frühen 18. Jahrhundert so beliebt, dass es zumindest in Bayern als pars pro toto für jedes Kartenspiel verwendet wurde.
Eine deutsche Übersetzung von Alexander Popes The Rape of the Lock aus dem Jahr 1744 übersetzt das Spiel Lu (Lanterloo, Lanterlu) als Scherwenzel. Scherwenzel erscheint auch in einer Liste von Spielen in einem Gedicht von 1755.

## Regeln
Laut Adelung (1798) war Scherwenzel eine Variante von Grobhäusern, bei der die Buben als wilde Karten fungieren, die Wenzel oder Scherwen(t)zel genannt werden. Dies wird von Hempel (1827 & 1833), der Grobhäusern ausführlich beschreibt, bestätigt, wobei er auch eine kurze Beschreibung der Unterschiede für Scherwenzel gibt. Im Folgenden finden Sie eine Zusammenfassung von Hempels Regeln.

### Geben und Bieten
Scherwenzel ist ein deutsches Kartenspiel für zwei bis acht Personen, das gegen den Uhrzeigersinn gespielt wird. Jeder erhält 2 Karten und kann diese behalten oder ablegen. Der erste Spieler, der Karten behält, setzt den bestimmten Satz aus, welches ausbieten genannt wird; gewöhnlich ist derjenige, welcher die Vorhand hat, dazu verbunden, er mag gute oder schlechte Karten haben. Alle nachfolgende Spieler, welche ihre Karten behalten (mithalten), müssen dieselbe Summe setzen. Der Kartengeber, oder, wenn er die eigene Karten weggeworfen hat, der ihm rechts zunächst Sitzende kann diesen Satz erhöhen (bessern), und so fort bis zum Ersten. Es steht dabei demjenigen, der den ersten ober zweiten Satz mitgehalten hat, frei, seine Karten wieder wegzuwerfen, wenn sie ihm nicht gut genug dünken, um den durch das Bessern erhöhten Satz auf dieselben zu wagen.
Wenn keiner mehr bessert, so werden die Karten von Neuem gemischt, einschließlich die weggeworfenen Karten, und jeder der Mithaltenden bekommt abermals 2 Karten. Die Vorhand oder der nach ihm folgende Spieler bietet nun wieder aus, und diejenigen, welche das Spiel zu gewinnen glauben, setzen die ausgebotene Summe. Der zuletzt mithaltende Spieler kann nun bessern, und so der rechts nach ihm Folgende, wobei es, wie bei den ersten Karten, ebenfalls jedem freisteht, mit Aufgebung der schon gesetzten Summe, von dem Spiele abzugehen. Die Vorhand und die nach ihr folgenden Spieler können jedoch auch passen und wenn einer der Letztern ausbietet, wieder an dem Spiele Teil nehmen (aufstehen). Wenn Niemand mehr bessert, so zeigt jeder der Mithaltenden seine Karten auf und der Gewinner zieht alle Sätze ein.
Wenn alle passen, so bleiben die Sätze stehen; diejenigen, welche auch bei den ersten 2 Karten nicht mitgehalten haben, müssen dann die durch den Verlust des Spieles erwachsene Summe setzen und dasselbe wird wieder, wie vorher, gespielt, nur daß bei einem verpaßten Spiele auf die ersten 2 Karten nicht von Neuem ausgeboten, wohl aber gebessert werden kann.

### Gewinnen
Das Spiel gewinnt derjenige, welcher, am Ende, mitgehalten hat und das höchste Gevierte (Kunststück) nämlich 4 Däuser, 4 Könige usw. hat. Nach den Gevierten kommen die meisten Augen von der nämlichen Farbe (Fluß); der höchste Fluß ist von 41, indem das Daus 11, König, Ober, Unter 10 und die übrigen Karten nach ihrer Benennung zählen. Wenn kein Geviertes und kein Fluß zugegeben ist so gewinnen 3 Däuser, 3 Könige usw. nach diesen Z u zuletzt 2 Blätter von der nämlichen Farbe. Zwei Könige, 2 Ober usw. gelten nichts. Bei gleichen Augen gewinnt die Vorhand.

### Krikelkrakel
In manchen Gegenden stechen 4 auf einander folgende Karten (Krikelkrakel), wovon jedoch jede von einer andern Farbe sein muss, z. B. Grünsieben, Rothacht, Schellenneun, Eichelnzehn, ein Geviertes. Der niedrigste Krikelkrakel, d. h. der von einer Sieben anfangende, übersticht die von der Acht, Neun usw. anfangenden. Das Grobhäusern war beinahe überall als Hazardspiel verboten, "jedoch mit Unrecht, indem kein Bankhalten dabei statt findet und jeder der Teilnehmer gleiche Vorteile hat."

## Grobhäusern
Laut Hempel besteht der Hauptunterschied zwischen Grobhäusern und Scherwenzel darin, dass bei Letzterem die vier Unter und vier Neuner, als Wenzel bekannt, wilde Karten sind. Somit können drei Wenzel mit einem Daus kombiniert werden, um vier Däuser usw. zu bilden. Die höchste Kombination von allen sind vier Wenzel.

### Variante
Es gibt Hinweise darauf, dass Scherwenzel und möglicherweise auch Grobhäusern auch mit 5 Karten gespielt werden könnten.